# Gare de Suzhou
La gare de Suzhou (chinois simplifié : 苏州站 ; chinois traditionnel : 蘇州站 ; pinyin : Sūzhōu zhàn) est une gare ferroviaire de la ligne Shanghai – Pékin et de la ligne LGV Shanghai - Nankin. Elle est située à Suzhou (province de Jiangsu, Chine).

## Historique

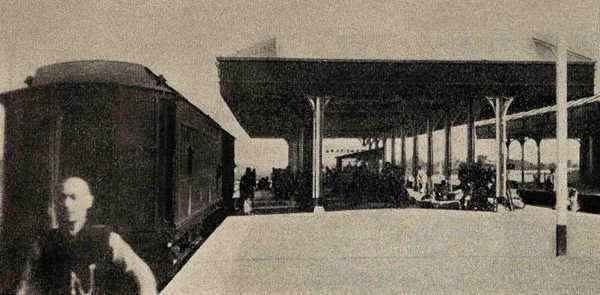
La gare ferroviaire de Suzhou en 1908

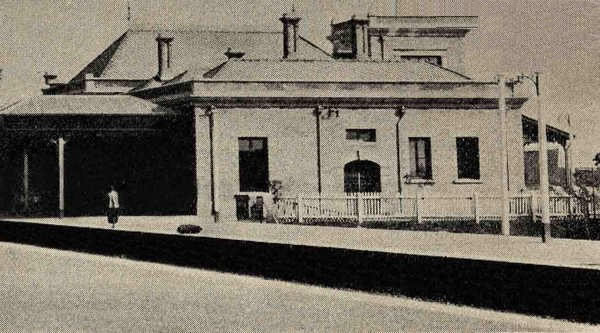
Plate-forme en 1915

La station a ouvert le 16 juillet 1906. La station ne faisait que 205 mètres-carrés.
En mai 1936, le nom de la station est changé pour devenir « gare de Wuxian » car Suzhou avait changé de nom pour s'appeler Wuxian (吴县). En décembre 1937, la gare a repris son nom de gare de Suzhou en raison de l'invasion japonaise.
Le 1er juillet 2010, la LGV Shanghai - Nankin est mise en service ; depuis lors, certains trains de Suzhou à Shanghai prennent seulement 24 minutes. La mise à niveau de la gare a été achevée le 5 février 2013, avec l'ouverture de l'esplanade sud. Cette mise à niveau inclut notamment l'ouverture d'une gare de bus. Depuis le 28 décembre 2013, la gare comprend une station de métro avec l'ouverture de la ligne 2, et depuis le 15 avril 2017 la ligne 4 dessert aussi la gare de Suzhou.

## Services ferroviaires
La gare de Suzhou a 12 plates-formes. La gare avait précédemment 7 plates-formes et 3 voies de dépassement. La ligne LGV Shanghai–Nankin comprend 5 plates-formes et deux voies de dépassement.
Suzhou gare est desservie par les huit groupes de services à Shanghai et à Ganzhou :
| Entreprise      | Destination | Numéro de service du train |
| --------------- | ----------- | -------------------------- |
| Guangzhou Group | Shenzhen    | K36                        |
| Guangzhou Group | Huaihua     | K807                       |
| Nanchang Group  | Nanchang    | K1328                      |
| Nanchang Group  | Ganzhou     | K469                       |
| Shanghai Group  | Shanghai    | G7213/G7209/G7205/G7207    |
| Taiyuan Group   | Linfen      | K2666                      |
| Xi'an Group     | Yulin       | K1324                      |
| Zhengzhou Group | Xinxiang    | K1150                      |

Le train Z85/86 (plus tard changé en d385/386) était un train direct de Suzhou à la gare de Pékin-Sud. Cette ligne s'est terminée en 2011 en raison de l'ouverture de la LGV Pékin - Shanghai. Le week-end, des services temporaires utilisent cette [Quoi ?].
| Bureau                  | Destination |
| ----------------------- | ----------- |
| Shanghai Railway Bureau | Shanghai    |
| Nanchang Railway Bureau | Ganzhou     |